# Bảo tàng Du lịch và Thể thao ở Karpacz
Bảo tàng Du lịch và Thể thao ở Karpacz (tiếng Ba Lan: Muzeum Sportu i Turystyki w Karpaczu) là một bảo tàng nằm trong một ngôi nhà nửa gỗ lịch sử được xây dựng vào thế kỷ 18, tọa lạc tại số 2 Phố Mikołaja Kopernika, Karpacz, Ba Lan. Bảo tàng có sứ mệnh thu thập các hiện vật, tài liệu và tất cả kỷ vật liên quan đến sự phát triển của thể thao, du lịch và bảo vệ thiên nhiên ở Dãy núi Karkonosze.

## Lược sử hình thành
Bảo tàng Du lịch và Thể thao ở Karpacz được khánh thành vào ngày 4 tháng 9 năm 1974. Tính đến cuối năm 2011, đã có 1.358.169 người đến thăm Bảo tàng. Bảo tàng từng là một chi nhánh của Bảo tàng Thể thao và Du lịch ở Warsaw, và từ ngày 1 tháng 1 năm 2003, Bảo tàng trở thành một tổ chức văn hóa của chính quyền địa phương của tỉnh Dolnośląskie.

## Triển lãm
Bộ sưu tập của Bảo tàng Du lịch và Thể thao ở Karpacz hiện đang bao gồm các triển lãm thuộc lĩnh vực văn hóa vật thể, du lịch và tham quan, cụ thể là huy hiệu, giải thưởng, tem thư, áp phích, tiền xu, biểu ngữ, quần áo và thiết bị thể thao, phụ kiện du lịch, tác phẩm nghệ thuật về chủ đề thể thao (ảnh, phim, sách, tạp chí, và các thứ khác)
Triển lãm thường trực bao gồm ba phần:
- Nguồn gốc và sự phát triển của du lịch ở Dãy núi Karkonosze, đặc biệt chú trọng đến du lịch Ba Lan
- Phát triển các môn thể thao mùa đông ở Dãy núi Karkonosze
- Bảo tồn thiên nhiên

Ngoài triển lãm thường trực, Bảo tàng còn tổ chức các triển lãm tạm thời theo chủ đề liên quan đến chương trình của Bảo tàng.